# 드라잔 예르코비치
드라잔 예르코비치(크로아티아어: Dražan Jerković, 1936년 8월 6일 ~ 2008 12월 9일)는 크로아티아의 전 축구 선수이다.
예르코비치는 마지막 1시즌을 제외한 모든 선수 경력을 GNK 디나모 자그레브에서 보냈다. 또한 예르코비치는 유고슬라비아 축구 국가대표팀으로 1958년, 1962년 두 번의 월드컵에도 참가하였다.
| 이전 쥐스트 퐁텐 | 제7대 FIFA 월드컵 최다 득점자 1962년 공동 최다 득점자 가힌샤 바바 레오넬 산체스 발렌틴 이바노프 얼베르트 플로리안 | 다음 에우제비우 |